# Clyde Puli
 (juin 2016).
Clyde Puli (né le 13 septembre 1969 à Malte), est un homme politique maltais. Il est secrétaire d'État à la Jeunesse et aux Sports depuis 2008.